# Hamburg vasútvonalainak listája

Németország tartományai

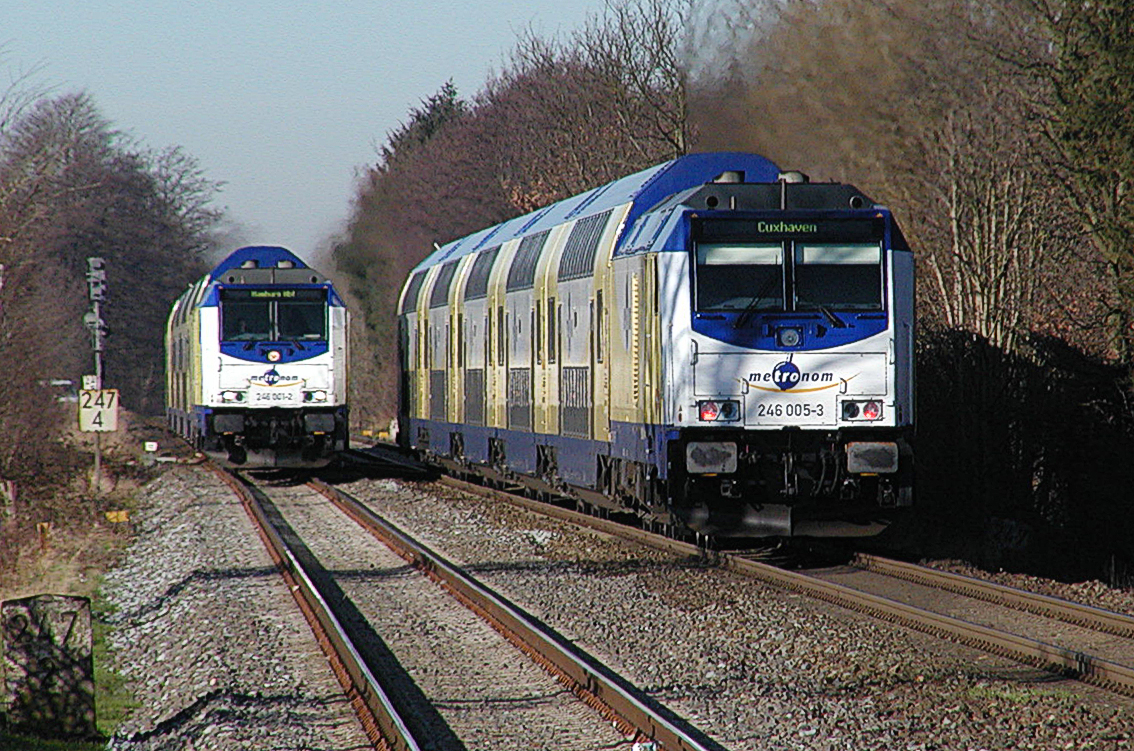
Metronom vonatok a Niederelbebahnon

Ez a lista Hamburg vasútvonalait sorolja fel ábécé sorrendben. A lista nem teljes.

## Vasútvonalak
- Alstertal-vasútvonal
- Elektrische Kleinbahn Alt-Rahlstedt–Volksdorf–Wohldorf
- Altona-Blankeneser-vasútvonal
- Berlin–Hamburg nagysebességű vasútvonal
- Billbrook–Trittau-vasútvonal
- Billwerder Industrie-vasútvonal
- Flughafen-S-Bahn Hamburg
- Güterumgehungsbahn Hamburg
- Hamburg-Altonaer Verbindungs-vasútvonal
- Hamburg-Altona–Kaltenkirchen–Neumünster-vasútvonal
- Hamburg-Bergedorfer-vasútvonal
- Hamburg-Bergedorf–Geesthacht-vasútvonal
- Hamburg-Venloer-vasútvonal
- Hamburger Hafen-vasútvonal
- Hamburger Marsch-vasútvonal
- Hamburg–Cuxhaven-vasútvonal
- Hamburg-Altona–Kiel-vasútvonal
- Hannover–Hamburg nagysebességű vasútvonal
- Harburger S-Bahn
- Lübeck–Hamburg-vasútvonal
- Niederelbe-vasútvonal
- Vierländer-vasútvonal
- Vogelflug-vasútvonal
- Wanne-Eickel–Hamburg-vasútvonal
- Wilhelmsburger-iparvasút
- Y-Trasse Hannover–Hamburg/Bréma